# Herrskap och tjänstefolk
Herrskap och tjänstefolk (engelska: Upstairs, Downstairs) är en brittisk dramaserie som sändes i fem säsonger åren 1971–1975. Serien skapades av Eileen Atkins och Jean Marsh. 
Serien utspelar sig i huset 165 Eaton Place i London, där parlamentsledamoten Richard Bellamy bor med sin hustru Lady Marjorie och deras barn. I huset finns en rad av tjänstefolk, från den mycket korrekte Mr Hudson och den bistra Mrs Bridges via den rättrådiga kammarjungfrun Rose, till den hunsade kökspigan Ruby. I seriens början är året 1903 och i sista avsnittet har man hunnit fram till 1930. Serien har med viktiga historiska händelser under 1900-talet, som bland annat förlisningen av Titanic (1912), första världskriget (1914–1918) och börskraschen på Wall Street 1929.

## Handling
I serien får man följa den mycket ansedda familjen Bellamy i fashionabla stadsdelen Belgravia i London. I det stora huset på 165 Eaton Place bor parlamentsledamoten Richard Bellamy med sin eleganta hustru Lady Marjorie Bellamy, dotter till earlen av Southwold, samt deras två barn, militären James och ungmön Elizabeth. Familjen utgör den absoluta gräddan av Londons societetsliv och umgås både i högt respekterade politikerkretsar och med Englands adel och kungahus. 
För att underhålla ett hushåll av Bellamys rang krävs en stor tjänstestab, i Bellamys fall ledd av den konservative skotske butlern Angus Hudson. Vid sin sida har Hudson den stränga men välvilligt inställda kokerskan Mrs Kate Bridges. I hushållet finns även den åldrande kammarjungfrun Miss Maud Roberts, den rättrådiga jungfrun Rose Buck, den religiöst lagda betjänten Alfred Harris och kökspigan Emily. Den unga flickan Sarah söker anställning som "underjungfru" (en: under house parlour-maid) i hushållet.
I de första avsnitten får vi följa hushållet med en utgångspunkt i den nyanställda jungfrun Sarahs synvinkel men även se hur de två vuxna barnen James och Elizabeth lever medan föräldrarna är bortresta.

## Om serien
Manuset till det allra första avsnittet, "On Trial", skrevs av Fay Weldon.
I avsnitt 11 i säsong ett, med titeln "The Swedish Tiger", medverkade Sven-Bertil Taube.
Serien hade dessutom sin världspremiär i Sverige då TV2 köpte in de sex första avsnitten och visade dessa med början den 22 juli 1971. Skälet att serien inte visades först i engelsk TV var att de ansvariga på London Weekend Television och kanalen ITV inte trodde på serien och det dröjde flera månader innan man hittade en lämplig plats i programtablån. Serien har även repriserats exempelvis på TV2 1982 och TV4 1993 och 2000, samt senare på TV4 Guld.
Serien fick en kort spinoff där man fick följa Sarahs (Pauline Collins) och chauffören Thomas (John Alderton) fortsatta liv, i Thomas och Sarah. Den visades på TV2 1980.
År 2010 producerades tre nya avsnitt  med bland andra Jean Marsh i rollen som Rose. Handlingen började 1936 då Rose återvänder till 165 Eaton Place och tar anställning hos det nya herrskapet Holland. Avsnitten visades i Storbritannien 26–28 december 2010 och i Sverige på TV4 med start den 8 juni 2011.

## Rollista i urval

### Herrskap
- Richard Bellamy – David Langton
- Lady Marjorie Bellamy – Rachel Gurney (säsong 1–3)
- James Bellamy – Simon Williams
- Elizabeth Bellamy – Nicola Pagett (säsong 1–2)
- Georgina Worsley – Lesley-Anne Down (säsong 3–5)
- Hazel (Forrest) Bellamy – Meg Wynn Owen (säsong 3–5)
- Lady Prudence Fairfax – Joan Benham
- Virginia (Hamilton) Bellamy – Hannah Gordon (säsong 4–5)
- Robert, markis av Stockbridge – Anthony Andrews (säsong 5)
- Lady Southwold – Cathleen Nesbitt (säsong 2–3)
- Diana Newbury – Celia Bannerman (säsong 3–5)
- Lord Newbury, "Bunny" – John Quayle (säsong 3–5)

### Tjänstefolk
- Mr Angus Hudson – Gordon Jackson [3]
- Mrs Kate Bridges – Angela Baddeley
- Rose Buck – Jean Marsh
- Miss Maud Roberts – Patsy Smart (säsong 1–3)
- Sarah Moffat Watkins – Pauline Collins (säsong 1–2)
- Alfred Harris – George Innes (säsong 1, 3)
- Emily – Evin Crowley (säsong 1)
- Mr Pearce – Brian Osborne (säsong 1–2)
- Edward Barnes – Christopher Beeny
- Ruby Finch – Jenny Tomasin (säsong 2–5)
- Daisy Peel (Barnes) – Jacqueline Tong (säsong 3–5)
- Thomas Watkins – John Alderton (säsong 2)
- Frederick Norton – Gareth Hunt (säsong 4–5)
- Lily Hawkins – Karen Dotrice (säsong 5)

## Böcker
Serien resulterade i följande böcker:
- John Hawkesworth: Hos familjen Bellamy, 1975 (Upstairs - Downstairs) (första säsongen)
- John Hawkesworth: I hennes nåds gemak, 1975 (In My Lady's Chamber) (andra säsongen)
- Mollie Hardwick: Berättelsen om Sarah, 1975 (Sarah's Story) (Sarahs liv före serien)
- Michael Hardwick: Mr. Hudsons dagböcker, 1975 (Mr. Hudson's Diaries) (Mr Hudsons liv före serien)
- Terence Brady och Charlotte Bingham: Berättelsen om Rose, 1975 (Rose's Story) (Rose liv före serien)

## DVD
Första säsongen gavs ut på DVD i Sverige 2007 och resterande fyra säsonger gavs ut under 2008.